# Sandalus segnis
Sandalus segnis is een keversoort uit de familie Rhipiceridae. De wetenschappelijke naam van de soort is voor het eerst geldig gepubliceerd in 1887 door Lewis.